# أندرو أوجلفي
أندرو أوجلفي (بالإنجليزية: Andrew Ogilvy)‏ مواليد 17 يونيو 1988 في سيدني، هو لاعب كرة سلة أسترالي. بدأ مسيرته الاحترافية في سنة 2010. يلعب مع فريق إلوارا هوكز في الدوري الأسترالي لكرة السلة كلاعب وسط. يحمل الرقم 6. لعب كرة السلة الجامعية في جامعة فاندربيلت.

## المسيرة الاحترافية
لعب مع بشكتاش لكرة السلة في الدوري التركي في موسم 2010–2011، ثم لعب مع فالنسيا باسكت في الدوري الإسباني في موسم 2011–2012، ثم لعب مع بروس باسكتس في الدوري الألماني في موسم 2012–2013، ثم لعب مع سيدني كينجز في الدوري الأسترالي في موسم 2013–2014، ثم لعب مع باسكت مانريسا في الدوري الإسباني في موسم 2014–2015، ثم لعب مع إلوارا هوكز في الدوري الأسترالي في سنة 2015.

## سجل المنافسة
شارك في المنافسات التالية:
- بطولة أمم أوقيانوسيا لكرة السلة 2009
- بطولة أمم أوقيانوسيا لكرة السلة 2011

## روابط خارجية
- أندرو أوجلفي على موقع الاتحاد الدولي لكرة السلة (الإنجليزية)
- أندرو أوجلفي على موقع الدوري الأوروبي لكرة السلة (الإنجليزية)
- أندرو أوجلفي على موقع الدوري الإسباني لكرة السلة (الإسبانية)
- أندرو أوجلفي على موقع كرة السلة الأوروبية.كوم (الإنجليزية)
- أندرو أوجلفي على موقع كلية كرة السلة في سبورتس رفرنس.كوم (الإنجليزية)
- أندرو أوجلفي على موقع ريلجم (الإنجليزية)
- أندرو أوجلفي على موقع بروبوليرز (الإنجليزية)
- أندرو أوجلفي على موقع سبورتس رفرنس (الإنجليزية)